# Карл Марія фон Вебер
Карл-Марі́я фон Ве́бер (нім. Carl Maria von Weber; 18 або 19 листопада 1786, Ойтін — 5 червня 1826, Лондон)  — німецький композитор, диригент і піаніст. Основоположник німецької романтичної та загалом національної опери.

## Життєвий і творчий шлях
З дитинства Вебер ріс в атмосфері театру, тому що його батько був антрепренером у трупі. Через часті переїзди не мав постійної освіти, але наприкінці 1790-х років він почав займатись під керівництвом Міхаеля Гайдна (молодший брат Йозефа Гайдна) і написав перші твори, зокрема опери «Лісова дівчина», зінгшпіль «Петер Шмоль і його сусіди».
З 14 років він виступав як піаніст, а в 17 років — як диригент. У 1803 році займався з абатом Фоглером, що прищепив Веберу інтерес до народної музики.
На 1804–1817 роки припало становлення оперної творчості композитора. Вебер працював при різних дворах і театрах (капельмейстер в оперному театрі Бреславля, кілька років прослужив особистим секретарем герцога Вюртембергського в Штутгарті, керував оперним театром у Празі (1813–1816 р.). У Дармштадті він зустрічався з іншими композиторами, було засновано «Гармонійне товариство», у числі композиторів якого був Мйєрбер. Вебера цікавила німецька література й німецька музика (пісня). Почав писати критичні статті. Були створені опери «Рюбецаль», «Сільвана», «Абу Гассан».
1817–1826 роки — це зрілий, «дрезденський» період. У цей час Вебер працював диригентом і керівником оперного театру, очолював Капелу курфюрстів Саксонії. Йшла боротьба за національну німецьку оперу, проти панівного становища італійської. У цей період Вебер створив свої найкращі твори: сонати, «Запрошення до танцю», підняв побутовий жанр на художню висоту, «Концертштюк» для фортепіано з оркестром — програмна музика, віртуозний концертний твір. Значне місце займали у творчості Вебера вальси, які можна вважати випередженням шопенівських доробків у цьому жанрі.
У 1821 році К. М. Вебер написав свою найвідомішу оперу «Вільний стрілець». З величезним успіхом вона була поставлена в Берліні. «Чарівний стрілець» вважається першою національною романтичною німецькою оперою. Жанр опери — романтичний зінгшпіль.
1823 р. — опера «Евріанта». Написана для Віденської опери. Новий тип опери — велика романтична лицарська опера без розмовних діалогів. В основі сюжету — середньовічна легенда (XIII століття). Ця опера великого визнання не одержала. Вона випередила оперу Вагнера («Лоенгрін»).
1826 р. — опера «Оберон», поставлена в Лондоні. Це казкова опера, за жанром — зінгшпіль. Тут сполучається фантастика з реальністю.
Незабаром після прем'єри опери «Оберон» в Лондоні Вебер помер у будинку диригента Джорджа Смарта (5 червня 1826 р.).
Вебер вважається першим німецьким композитором, який глибоко розумів склад національної музики і підняв національний німецький фольклор до високої художньої досконалості. Він протягом всієї своєї діяльності залишився вірний національному напрямку, і в його операх лежить той фундамент, на якому Вагнер побудував «Тангейзера» й «Лоенгріна».
З українською тематикою пов'язані Варіації на пісню «Гарна Мінка» (нім. Schöne Minka) (Air Russe varié pour le Pianoforte, op. 40, 1815), написані Вебером для Великої княжни Марії Павлівни, герцогині Саксен-Ваймар-Айзенахської. Насправді «Гарна Мінка» є німецьким переспівом відомої народної пісні «Їхав козак за Дунай».
З творчістю Вебера був обізнаний Тарас Шевченко, зокрема з оперою «Вільний стрілець» (нім. Der Freischütz) і музикою до драми П.-О. Вольфа «Преціоза». Ці твори він згадував у повістях «Музикант» і «Нещасний», та в «Щоденнику» (5 лютого 1858).

## Твори

### Опери
- «Петер Шмоль і його сусіди» (Peter Schmoll und seine Nachbarn), 1802
- «Рюбецаль», 1805
- «Сільвана» (Silvana), 1810
- «Абу Гасан» (Abu Hassan), 1811
- «Преціоза» (Preciosa), 1821
- «Вільний стрілець» («Чарівний стрілець») (Der Freischütz), 1821
- «Три Пінто», 1888. Закінчена Г. Малером.
- «Евріанта» (Euryanthe), 1823
- «Оберон» (Oberon), 1826

### Фортепіанна музика
- Варіації «Schöne Minka» op. 40 J. 179 (1815) на тему української народної пісні «Їхав козак за Дунай»

### Духовна музика
- Меса мі-бемоль мажор J.224 (1818)
- Меса соль мажор op.76 J.251 (1818-19)

### Для голосу з оркестром
- Кантата Der erste Ton для хору з оркестром op.14 J.58 (1808 / revised 1810)
- Речитатив і рондо Il momento s'avvicina для сопрано і оркестру op.16 J.93 (1810)
- Гімн In seiner Ordnung schafft der Herr для солістів хору і оркестру op.36 J.154 (1812)
- Кантата Kampf und Sieg для солістів хору і оркестру op.44 J.190 (1815)
- Сцена і Арія Misera me! («Помилуй мене») для сопрано і оркестру op.50 J.121 (1811)
- Ювілейна кантата до 50-річчя короля Фрідріха Августа I Саксонського для солісту, хору і оркестру op.58 J.244 (1818)

### Для інструментів-соло з оркестром
- Концерт для фортепіано з оркестром № 1, до мажор, op. 11 J.98 (1810)
- Концерт для фортепіано з оркестром № 2 Es-dur, op. 32 J.155 (1812)
- Концерт для фагота з оркестром F-dur, op. 75 J.127 (1811 / revised 1822)
- Концерт для кларнета з оркестром № 1 f-moll, op. 73 J.114 (1811)
- Концерт для кларнета з оркестром № 2 Es-dur, op. 74 J.118 (1811)
- Велике попурі для віолончелі з оркестром D-dur, op. 20 J.64 (1808)
- Концертіно для кларнета з оркестром c-moll/Es-dur, op. 26 J.109 (1811)
- Концертштюк для валторни з оркестром e-moll, op. 45 J.188 (1815)
- Концертштюк для фортепіано з оркестром f-moll, op. 79 J.282 (1821)
- Romanza siciliana для флейти з оркестром, J.47 (1805)
- Шість варіацій на тему A Schüsserl und a Reind'rl для альта з оркестром, J.49 (1800 / редакція 1806)
- Угорське Andante and rondo для двох альтів і оркестру, J.79 (1809)
- Варіації для віолончелі оркестром ре мінор, J.94 (1810)
- Adagio and rondo для гармонікорда з оркестром фа мажор, J.115 (1811)
- Угорське Andante and rondo (Andante e Rondo Ongarese) для фагота оркестром до мажор, op. 35 J.158 (1813), редакція J.79